# ズラズィ
ズラズィ(Zrazy)は、ポーランド、西ベラルーシ、リトアニアで人気のあるルーラードに似た肉料理である。
起源は、ポーランド・リトアニア共和国の時代に遡れる。
zrazyはポーランド語であり、リトアニア語ではzrazaiまたはmušti suktinukaiという。

## 材料
古典的なズラズィは、薄切りの牛肉を食塩とコショウで味付けし、野菜、キノコ、鶏卵、ジャガイモ等を詰めてから巻いて成形して作られる。

## 歴史
この料理ができた正確な時代や、ポーランド・リトアニア共和国内の正確な地域は分かっていない。ポーランドとリトアニアの両国がズラズィの起源を主張している。
伝統的な形からはリトアニア料理と思われるが、名前はポーランド語で薄切りの肉を意味する。